# Buthiers (Alt Saona)
Buthiers és un municipi francès situat al departament de l'Alt Saona i a la regió de Borgonya - Franc Comtat. L'any 2007 tenia 314 habitants.

## Demografia

### Població
El 2007 la població de fet de Buthiers era de 314 persones. Hi havia 124 famílies, de les quals 28 eren unipersonals (8 homes vivint sols i 20 dones vivint soles), 36 parelles sense fills, 56 parelles amb fills i 4 famílies monoparentals amb fills.
La població ha evolucionat segons el següent gràfic:
Habitants censats

### Habitatges
El 2007 hi havia 140 habitatges, 122 eren l'habitatge principal de la família, 12 eren segones residències i 6 estaven desocupats. 128 eren cases i 11 eren apartaments. Dels 122 habitatges principals, 94 estaven ocupats pels seus propietaris i 28 estaven llogats i ocupats pels llogaters; 2 tenien dues cambres, 11 en tenien tres, 29 en tenien quatre i 80 en tenien cinc o més. 109 habitatges disposaven pel capbaix d'una plaça de pàrquing. A 39 habitatges hi havia un automòbil i a 77 n'hi havia dos o més.

### Piràmide de població
La piràmide de població per edats i sexe el 2009 era:
| Homes | Edats   | Dones |
| ----- | ------- | ----- |
| 4     | 95 o +  | 0     |
| 0     | 90 a 94 | 0     |
| 0     | 85 a 89 | 0     |
| 4     | 80 a 84 | 4     |
| 0     | 75 a 79 | 12    |
| 8     | 70 a 74 | 0     |
| 4     | 65 a 69 | 8     |
| 8     | 60 a 64 | 8     |
| 8     | 55 a 59 | 0     |
| 16    | 50 a 54 | 16    |
| 4     | 45 a 49 | 16    |
| 8     | 40 a 44 | 12    |
| 12    | 35 a 39 | 12    |
| 24    | 30 a 34 | 8     |
| 12    | 25 a 29 | 0     |
| 8     | 20 a 24 | 12    |
| 4     | 15 a 19 | 8     |
| 24    | 10 a 14 | 8     |
| 8     | 5 a 9   | 12    |
| 8     | 0 a 4   | 8     |

## Economia
El 2007 la població en edat de treballar era de 215 persones, 170 eren actives i 45 eren inactives. De les 170 persones actives 163 estaven ocupades (91 homes i 72 dones) i 7 estaven aturades (2 homes i 5 dones). De les 45 persones inactives 20 estaven jubilades, 16 estaven estudiant i 9 estaven classificades com a «altres inactius».

### Ingressos
El 2009 a Buthiers hi havia 122 unitats fiscals que integraven 306,5 persones, la mediana anual d'ingressos fiscals per persona era de 21.795 €.

### Activitats econòmiques
Dels 9 establiments que hi havia el 2007, 1 era d'una empresa de fabricació d'altres productes industrials, 3 d'empreses de construcció, 1 d'una empresa de transport, 1 d'una empresa immobiliària, 1 d'una empresa de serveis, 1 d'una entitat de l'administració pública i 1 d'una empresa classificada com a «altres activitats de serveis».
Dels 2 establiments de servei als particulars que hi havia el 2009, 1 era una lampisteria i 1 empresa de construcció.
L'any 2000 a Buthiers hi havia 4 explotacions agrícoles que ocupaven un total de 312 hectàrees.

## Poblacions més properes
El següent diagrama mostra les poblacions més properes.